# نوی‌اشتات آن در ارلا
شهر نوی‌اشتات آن در ارلا (به آلمانی: Neustadt an der Orla) در ایالت تورینگن در کشور آلمان واقع شده‌است.